# Fremdwortbezogene Wörterbücher des Deutschen
Fremdwortbezogene Wörterbücher des Deutschen sind Wörterbücher, die als Lemmata (Stichwörter) Wörter fremder Herkunft haben. Andere Bezeichnungen: Fremdwörterbücher, Sprachkontaktwörterbücher.

## Fremdwortbezogene Wörterbücher in der deutschen Wörterbuchlandschaft
In seiner Zusammenstellung der deutschen Wörterbücher mit Fremdwort-Lemmata für die Zeit 1800 bis 1945 nennt Alan Kirkness 277 Titel von allgemeinen und Spezialwörterbüchern, ohne die einzelnen Ausgaben zu berücksichtigen. Dabei gibt er zu, dass seine Bibliographie nicht vollständig sei.
In einer anderen Arbeit spricht Kirkness von über 300 lexikographischen Arbeiten dieser Art, die im Zeitraum 1571 bis 1945 erschienen. Darunter versteht er sowohl typische Verdeutschungswörterbücher wie auch erklärende Fremdwörterbücher und auch Mischformen, die eine Erklärung der Lemmata mit einer Darbietung von Ersatzformen enthalten. Er meint, dass solche Wörterbücher, die oft puristischen Charakter haben, kaum in anderen Ländern wie Frankreich, Italien, Spanien vorkommen und eine Spezifik Deutschlands seien, wo die puristischen Aktivitäten besonders große Ausmaße annahmen.  Kirkness sagt: „ja die Zahl der deutschen Fremdwörterbücher übertrifft bei weitem die aller anderen europäischen Sprachen zusammen.“
Anke Heier nennt für die Zeit bis 2007 434 Titel von Wörterbüchern mit verdeutschender, erklärender und erklärend-verdeutschender Funktion.
Nach Ryszard Lipczuk ist anzunehmen, dass bis jetzt (Stand 2016) wenigstens 460 fremdwortbezogene Wörterbücher des Deutschen erschienen.

## Arten der fremdwortbezogenen Wörterbücher
Man kann drei Arten der fremdwortbezogenen Wörterbücher unterscheiden. Werden Wörter fremder Herkunft als Lemmata nur erklärt, dann sind es typische erklärende Fremdwörterbücher Sie enthalten grammatische, oft auch etymologische und phonetische Angaben, erklärt wird die Bedeutung des Lemmas, gegebenenfalls werden Gebrauchsbeispiele angeführt. Sie sind nicht auf Beseitigung der Fremdwörter fixiert. Zu den (erklärenden) Fremdwörterbüchern gehören u. a. die Nachschlagewerke: Köhler (1882), Gemeinnütziges Fremdwörterbuch (1887).
Ein Beispiel für die Mikrostruktur:
Cab, n. engl. (spr. Käbb), ein einspänniges, leichtes Fuhrwerk, Droschke, eine Art. Kabriolett (Gemeinnütziges Fremdwörterbuch)
In den typischen Verdeutschungswörterbüchern werden dagegen meistens keine grammatischen oder phonetischen Informationen angeführt. Für die Fremdwortlemmata werden einheimische/native Ersatzwörter (Verdeutschungen) angeführt. Solche Wörterbücher haben puristischen Charakter, sie verfolgen nicht das Ziel, die Entlehnungen zu erklären, sondern sie aus dem Gebrauch zu eliminieren. Zu bekannten Verdeutschungswörterbüchern gehören u. a.: Campe (1801), Dunger (1882), Sarrazin (1886), Engel ([1918], 1929). Auch Fachwörterbücher, die meistens im Verlag des Allgemeinen Deutschen Sprachvereins erchienen, gehören zu dieser Gruppe.
Übrigens ist der Terminus „Verdeutschungswörterbuch“ nicht ganz angemessen, weil auch Fremdwörter zum deutschen Wortschatz gehören. Trotzdem wird dieser Terminus gebraucht, weil er sich in der Sprachwissenschaft bereits eingebürgert hat.
Ein Beispiel für die Mikrostruktur:
Bagage = Gepäck, Heeresgepäck, Troß, Kriegsgerät, Reisegepäck; Gesindel, Lumpenpack, Pack (Dunger 1882)
immatrikulieren: einschreiben, -zeichnen, -tragen, aufnehmen … (Engel 1929).
Eine dritte Art der fremdwortbezogenen Wörterbücher sind erklärend-verdeutschende Wörterbücher Neben den Ersatzwörtern (Verdeutschungen) findet man dort grammatische, phonetische, etymologische, semantische Angaben. Solche Wörterbücher waren sehr beliebt, so erlebte das Petri-Wörterbuch (1. Auflage 1806) insgesamt 42 Auflagen. Genannt seien hier auch die Wörterbücher von Heyse und Saalfeld.
Ein Beispiel für die Mikrostruktur:
Cottage (engl.), das, -, -s: (kleines) Land- oder Bauernhaus, Landgütchen (Saalfeld 1910)
Sowohl Verdeutschungswörterbücher als auch erklärend-verdeutschende Wörterbücher bilden mehr als die Hälfte der verzeichneten Wörterbücher. Sie verfolgen puristische Ziele und sollen dazu dienen, Fremdwörter aus der deutschen Sprache zu beseitigen. Nach 1945 überwiegen unter den fremdwortbezogenen Wörterbüchern des Deutschen Werke mit erklärender Funktion.

## Die zitierten Wörterbücher
- Joachim Heinrich Campe: Wörterbuch zur Erklärung und Verdeutschung der unserer Sprache aufgedrungenen fremden Ausdrücke. Ein Ergänzungsband zu Adelungs Wörterbuche. Schulverlag, Braunschweig 1801.
- Hermann Dunger: Wörterbuch von Verdeutschungen entbehrlicher Fremdwörter mit besonderer Berücksichtigung der von dem Großen Generalstabe, im Postwesen und in der Reichsgesetzgebung angenommenen Verdeutschungen. Teubner, Leipzig 1882.
- Eduard Engel: Verdeutschungsbuch. Ein Handweiser zur Entwelschung für Amt, Schule, Haus, Leben, 5. durchgesehene und stark vermehrte Auflage. Hesse & Becker, Leipzig 1929.
- Johann Christian August Heyse: Allgemeines Fremdwörterbuch oder Handbuch zum Verstehen und Vermeiden der in unserer Sprache mehr oder minder gebräuchlichen fremden Ausdrücke mit Bezeichnung der Aussprache und Betonung und der nöthigsten Erklärung neu bearb. von K. W. L. Heyse, 7. verbess. Ausg. Erster Teil A – J. Verlag der Hahnschen Hof-Buchhandlung, Hannover 1835.
- Gemeinnütziges Fremdwörterbuch in vierfacher methodischer Abstufung. Mit vielen etymologischen Erläuterungen und einer Anleitung zur richtigen Schreibung und Aussprache historischer u. geographischer Eigennamen, 2. Aufl., Verlag von Andreas Deichert, Erlangen 1887.
- Dr. Friedrich Köhlers Fremdwörterbuch, neu bearb. von Pul Seliger. Philipp Reclam jun., Leipzig 1919.
- Friedrich Erdmann Petri: Handbuch der Fremdwörter in der deutschen Schrift- und Umgangssprache, 42. Aufl. unter Berücksichtigung der neuen Rechtschreibung, Erweiterung des Wortschatzes, Namendeuter, Erklärung der Wortkürzungen und Aussprachebezeichnung, bearb. von Prof. Dr. Rudolf Krauße. Hesse & Becker, Dresden und Leipzig 1929.
- Günter Saalfeld:  Fremd- und Verdeutschungswörterbuch, 3. Aufl., Ottosche Buchhandlung, Leipzig 1910.
- Otto Sarrazin: Verdeutschungs-Wörterbuch, 5. Aufl., Verlag Wilhelm Ernst & Sohn, Berlin 1918.